# Římskokatolická farnost Žumberk u Trhových Svinů
Římskokatolická farnost Žumberk u Trhových Svinů je zaniklým územním společenstvím římských katolíků v rámci vikariátu České Budějovice - venkov českobudějovické diecéze.

## O farnosti

### Historie
Plebánie v Žumberku je doložena již v roce 1384. Vesnice již tehdy byla opevněna spolu s místní tvrzí. Do roku 1949 byla součástí farnosti též obec Slavče s filiálním kostelem sv. Filipa a Jakuba. Ta byla v uvedeném roce převedena do trhovosvinské farnosti. Od 50. let 20. století přestala být farnost obsazována sídelním duchovním správcem a byla přičleněna ex currendo k Trhovým Svinům. 

### Současnost
Farnost ke dni 31.12.2019 zanikla. Jejím právním nástupcem je Římskokatolická farnost Nové Hrady.
| Fotografie | Kostel                         | Místo   | Bohoslužba             | Bohoslužba             | Poznámka            |
| ---------- | ------------------------------ | ------- | ---------------------- | ---------------------- | ------------------- |
|            | Kaple                          | Žár     | neslouží se pravidelně | neslouží se pravidelně | obecní kaple        |
|            | Kostel Stětí sv. Jana Křtitele | Žumberk | neslouží se pravidelně | neslouží se pravidelně | Bývalý farní kostel |